# Ždírec (Dél-plzeňi járás)
Ždírec település Csehországban, a Dél-plzeňi járásban. Ždírec Měcholupy, Srby, Blovice és Louňová településekkel határos. Lakosainak száma 485 fő (2024. január 1.).

## Népesség
A település lakosságának változását az alábbi diagram mutatja:
| Lakosok száma | 682  | 589  | 687  | 648  | 531  | 449  | 462  | 455  | 451  | 485  |
|               | 1869 | 1900 | 1921 | 1961 | 1980 | 2011 | 2016 | 2019 | 2021 | 2024 |